# Zinkvitt

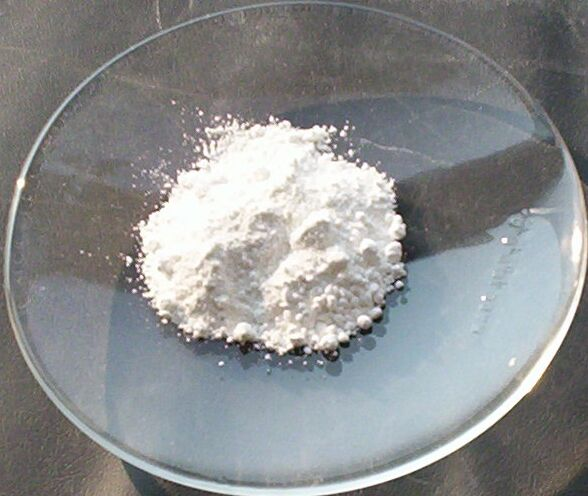
Zinkvitt,
C.I. Pigment White 4

Zinkvitt, C.I. Pigment White 4 (77947), är ett vitt pigment som består av zinkoxid, ZnO. Zinkvitt introducerades om konstnärsfärg i slutet av 1700-talet. Under 1800-talet började det gradvis att ersätta blyvitt även i hantverksmåleriet, eftersom man insåg att blyvitt var giftigt. 1860 förbjöds blyvitt för invändigt måleri och zinkvitt blev det dominerande vita pigmentet tills det kring 1900-talets mitt fick ge plats för titanvitt. Inom hantverksmåleriet används det idag främst i linoljefärg för kulturhistoriskt värdefulla byggnader.

## Historia
Användning av zinkoxid är känd sedan första tiden e.Kr., men då endast i dess naturliga form. Redan då användes det som pigment i målarfärg, men på den tiden var zinkoxid en dyrbar bristvara. I slutet av 1700-talet lärde man sig att framställa zinkoxid industriellt; zinkoxidtillverkning i stor skala kom igång 1782 i en fabrik i Frankrike, varefter priset började sjunka. Det var dock impopulärt bland målare på grund av den långa torktiden i olja. Färgen torkar ytterst långsamt och tar många dagar innan det blir dammtorrt, och veckor innan det blir någorlunda hårt. År 1848 upptäckte dock en konstnär att torktiden kunde minskas väsentligt genom tillsats av torkmedel, så kallad sickativ, och därefter blev pigmentet allt vanligare i konstnärsfärger. Efter hand upptäcktes dock att oljemålningar blir sköra och lätt krackelerar av zinkvitt.

## Egenskaper vid målning
Zinkvitt har god transparens, det vill säga det har, till skillnad från titanvitt, en låg täckkraft. Detta kan vara en fördel vid till exempel färgblandningar och lasering. Zinkvitt kan utan problem blandas med andra färger, och dess låga täckkraft gör att opaciteten då inte påverkas nämnvärt.
Liksom titanvitt, kan zinkvitt orsaka en dragning åt blått i färgblandningar. Anders Zorn undvek helst att använda blått färgpigment, och fick istället fram en rökblå färgton genom att blanda elfenbenssvart med zinkvitt.
Zinkvitt fungerar mycket bra i akrylfärg. Vid gouache-målning och akvarell används en vattenlöslig zinkvitt-pasta, som kallas kinesiskt vitt.

### Zinkvitt i oljefärger
Även om zinkvitt skyndar på torkningen av linoljefärg, så sker den ytterst långsamt jämfört med blyvitt. För att skynda på torkningen ersätter man vanligen en mindre del av linoljan med sickativ av något slag.
En viss mängd zinkvitt i målarfärgen bidrar till att hämma mögeltillväxt, men det krävs tillägg av ytterligare fungicider för tillräcklig effekt.
I konstnärsfärger med olja används ofta safflorolja, som inte har samma gulningstendens som den annars så vanliga linoljan. En nackdel med detta är att safflorolja har ännu längre torktid.
I oljefärger har zinkvitt en tendens att bli skört och spricka, vilket kan ske redan inom några få år. En betydande mekanism bakom detta är en så kallad förtvålning, saponifiering. De oljor som används i färgerna består av olika triglycerider eller alkyder, och om zinket utsätts för fukt bildas zinkhydroxid, Zn(OH)2, som bryter dessa oljors esterbindningar, varpå zinksalter bildas med de fria fettsyrorna, ofta palmitinsyra och stearinsyra. Detta ger ett instabilt skikt, som i fukt är mjukt, och när det torkar är mycket sprött. Zinktvålen kan även ses som små korn i oljefärg som lagrats en längre tid.